# Blåshalsförträngning
Blåshalsförträngning är ett tillstånd där blåshalsen inte öppnar sig tillräckligt vid tömning av urinblåsan .